# Svarttjärnen (Gåsborns socken, Värmland, 665915-141651)
Svarttjärnen är en sjö i Filipstads kommun i Värmland och ingår i Göta älvs huvudavrinningsområde.